# Zokorformák
A zokorformák (Myospalacinae) az emlősök (Mammalia) osztályának a rágcsálók (Rodentia) rendjébe, ezen belül a földikutyafélék (Spalacidae) családjába tartozó alcsalád.
Egyes rendszerek szerint ez az alcsalád az egérfélék (Muridae) családjába tartozik.

## Rendszerezés
Az alcsaládba az alábbi 2 nem és 6 faj tartozik:
- Eospalax G. M. Allen, 1938 - 3 faj
  - kínai zokor (Myospalax fontanierii) Milne-Edwards, 1867
  - Myospalax rothschildi Thomas, 1911
  - Myospalax smithii Thomas, 1911
- Myospalax (Laxmann, 1769) - 3 faj
  - Myospalax aspalax Pallas, 1776
  - szibériai zokor (Myospalax myospalax) Laxmann, 1773
  - Myospalax psilurus Milne-Edwards, 1874